# Piece of Me
Piece of Me è un singolo della cantante statunitense Britney Spears, pubblicato il 27 novembre 2007 come secondo estratto dal quinto album in studio Blackout.
La canzone è stata scritta da Christian Karlsson, Pontus Winnberg, Klas Åhlunded e prodotta da Bloodshy & Avant che avevano già prodotto in precedenza un altro singolo dell'artista, Toxic. È il singolo che ha fatto vincere a Spears tre premi agli MTV Video Music Awards 2008.

## Video musicale
Il video musicale è stato girato martedì 27 novembre 2007 al Social Hollywood, un club di Los Angeles, ed è stato pubblicato il 14 dicembre dello stesso anno. È stato diretto da Wayne Isham, già regista di un altro video della Spears, I'm Not a Girl, Not Yet a Woman.
Il video inizia con la ripresa diretta di alcuni fotografi, che puntano le macchine fotografiche verso l'alto, inicando qualcosa; quindi appare Britney Spears con un caschetto biondo. Questa canta con una mantellina color viola scuro, ma se la solleva e la toglie mostrando un vestito aderente hot point. Un'altra Spears balla davanti a uno schermo  colorato, mentre un'altra con una pelliccia bianca balla e un'altra ancora entra in un locale.
Intanto si alternano le scene dei balletti della cantante con quelle di alcune sue sosia. Queste scendono delle scale e raggiungono, non senza difficoltà, un SUV grigio. Arrivano poi in una discoteca ed eseguono un ballo sensuale.
Nella discoteca, Spears va in bagno con un paparazzo e lo getta su una panca. Gli sfila la camicia, ma notando un microfono nascosto, usa il suo rossetto per scrivergli "sucker" (sfigato). L'immagine si frappone all'interno d'una rivista, dove la cantante alza le dita delle mani in segno di vittoria, mentre il ragazzo sorride imbarazzato.
Sono presenti inoltre spezzoni in cui la cantante stralcia le copertine dei tabloid scandalistici, chiaro riferimento ai recenti avvenimenti inerenti alla sua vita privata, riguardo agli eccessi che giornali, tv e Internet le hanno attribuito.
Il video ha ottenuto la certificazione Vevo.

## Tracce
Europa/Australia Maxi CD Single (88697 186802)
(Pubblicato: 11 gennaio, 2008)
1. "Piece of Me" (Main Version) – 3:33
2. "Piece of Me" (Böz o lö Remix) – 4:54
3. "Piece of Me" (Bimbo Jones Remix) – 6:27
4. "Piece of Me" (Vito Benito Remix) – 6:48
5. "Gimme More" ("Kimme More" Remix) [feat. Lil' Kim] – 4:15

The Remixes - EP [Digital]
(Pubblicato: 28 gennaio, 2008)
1. "Piece of Me" – 3:33
2. "Piece of Me" (Böz o lö Remix) – 4:55
3. "Piece of Me" (Tiesto Radio Edit) – 3:25
4. "Piece of Me" (Junior Vasquez and Johnny Vicious Radio Edit) – 3:40
5. "Piece of Me" (Friscia and Lamboy Radio Edit) – 3:29
6. "Piece of Me" (Sly and Robbie Reggae Remix) – 4:19

UK Maxi CD Single (88697 221762)
(Pubblicato: 4 gennaio, 2008)
1. "Piece of Me" (Album Version) – 3:33
2. "Piece of Me" (Böz o lö Remix) – 4:53

Premium Single CD1
(Pubblicato: 18 marzo, 2008)
1. "Piece of Me" – 3:33
2. "Piece of Me" (Tiesto Radio Edit) – 3:25

Premium Single CD2
(Pubblicato: 18 marzo, 2008)
1. "Piece of Me" – 3:33
2. "Piece of Me" (Junior Vasquez and Johnny Vicious Radio Edit) – 3:40

### Versioni ufficiali e remix
- Album/Main Version – 3:32
- Video/Radio Edit – 3:09
- Bill Hamel Remix – 4:52
- Bimbo Jones Remix – 6:26
- Bimbo Jones Radio Mix – 3:04
- Bimbo Jones Dub – 6:31
- Boz O Lo Remix – 4:53 (Remixed by Bloodshy & Avant)
- DaVinChe Remix – 3:58
- Friscia & Lamboy Club Mix – 8:45
- Friscia & Lamboy Radio Edit – 3:27
- Junior Vasquez & Johnny Vicious Radio Edit – 3:38
- Junior Vasquez & Johnny Vicious Club Mix – 8:29
- Mysto & Pizzi Dance Remix – 4:36
- Sly & Robbie Raggae Remix – 4:17
- Tiësto Club Mix – 7:55
- Tiësto Dub – 7:55
- Tiësto Radio Edit – 3:23
- Vito Benito Club Remix – 6:46
- Mike Rizzo Rough Mix – 2:49

## Classifiche

### Classifiche settimanali
| Classifica (2007-08) | Posizione massima |
| -------------------- | ----------------- |
| Australia            | 2                 |
| Austria              | 6                 |
| Belgio (Fiandre)     | 36                |
| Belgio (Vallonia)    | 36                |
| Canada               | 5                 |
| Danimarca            | 4                 |
| Finlandia            | 8                 |
| Germania             | 7                 |
| Italia               | 11                |
| Irlanda              | 1                 |
| Nuova Zelanda        | 4                 |
| Paesi Bassi          | 41                |
| Regno Unito          | 2                 |
| Repubblica Ceca      | 22                |
| Slovacchia           | 10                |
| Svezia               | 9                 |
| Svizzera             | 19                |
| Stati Uniti          | 18                |

### Classifiche di fine anno
| Classifica (2007) | Posizione |
| ----------------- | --------- |
| Nuova Zelanda     | 28        |
| Classifica (2008) | Posizione |
| Australia         | 38        |
| Germania          | 58        |

## Premi
| Anno | Tipo di premio         | Premio                  | Risultato |
| ---- | ---------------------- | ----------------------- | --------- |
| 2008 | MTV Video Music Awards | Miglior Video Femminile | Vinto     |
| 2008 | MTV Video Music Awards | Miglior Video Pop       | Vinto     |
| 2008 | MTV Video Music Awards | Video Dell'Anno         | Vinto     |
|      | Vevo Certified         |                         | Vinto     |